# Зодчие нашего города
«Зодчие нашего города» — популярная книжная серия, выпускавшаяся издательством «Лениздат» (Ленинград) с 1971 до 1991 года. Книги серии были посвящены жизни и деятельности архитекторов, внёсших серьёзный вклад в формирование архитектурного облика Санкт-Петербурга за всё время его существования. Творчество многих зодчих впервые стало объектом монографического исследования (книги о М. Земцове, А. Ринальди, А. Штакеншнейдере и др.). Отмечают большое значение этой серии для возрождения «духа Петербурга» в позднесоветскую эпоху.
Книги серии издавались в бумажной обложке, имели уменьшенный формат и массовые тиражи. Тем не менее, они быстро становились дефицитом, «за этими тоненькими книжечками малого формата охотились, их доставали». Выявлено 28 книг этой серии. В 1991 году серия прекратила своё существование «по не зависящим от издательства и авторского коллектива обстоятельствам». Своеобразным итогом серии стал выпуск в 1997—2000 году трёхтомника «Зодчие Санкт-Петербурга».
С 1999 года издательство «Белое и чёрное» (Санкт-Петербург) стало издавать серию «Архитекторы Санкт-Петербурга», призванную «заполнить пробелы» в истории архитектуры Петербурга и посвящённую зодчим, не вошедшим в предыдущие серийные издания.

## Список книг серии по годам
1971
- Лисаевич И. И. Первый архитектор Петербурга. [Доменико Трезини]. — Л., 1971. — 120 с.
- Лисовский В. Г. Андрей Воронихин. — Л., 1971. — 144 с.
- Никулина Н. И. Николай Львов. — Л., 1971.

1975
- Иогансен М. В. Михаил Земцов. — Л., 1975. — 144 с.

1976
- Козьмян Г. К. Ф.-Б. Растрелли. — Л., 1976. — 200 с.
- Кючарианц Д. А. Антонио Ринальди. — Л., 1976. — 200 с.

1977
- Коршунова М. Ф. Джакомо Кваренги. — Л., 1977. — 168 с.

1978
- Петрова Т. А. Андрей Штакеншнейдер. — Л., 1978. — 184 с.
- Славина Т. А. Владимир Щуко. — Л., 1978. — 136 с. — 40 000 экз.
- Тарановская М. З. Карл Росси. — Л., 1978. — 216 с.

1979
- Ротач А. Л., Чеканова О. А. Монферран. — Л., 1979.
- Лисовский В. Г. Иван Фомин. — Л., 1979.

1980
- Оль Г. А. Александр Никольский. — Л., 1980.

1981
- Шуйский В. К. Тома де Томон. — Л., 1981.

1982
- Кючарианц Д. А. Иван Старов. — Л., 1982.
- Славина Т. А. Константин Тон. — Л., 1982.

1983
- Оль Г. А. Александр Брюллов. — Л., 1983. — 152 с.
- Петров А. Н. Савва Чевакинский. — Л., 1983.

1984
- Тыжненко Т. Е. Максимилиан Месмахер. — Л., 1984.

1986
- Лисаевич И. И. Доменико Трезини. — Л., 1986. — 224 с.
- Шуйский В. К. Винченцо Бренна. — Л., 1986. — 200 с.

1987
- Исаченко В. Г., Оль Г. А. Фёдор Лидваль. — Л., 1987. — 96 с.
- Козьмян Г. К. Чарлз Камерон. — Л., 1987.

1988
- Коршунова М. Ф. Юрий Фельтен. — Л., 1988.

1989
- Шуйский В. К. Андреян Захаров. — Л., 1989.

1990
- Александрова Л. Б. Луиджи Руска. — Л., 1990. — 160 с.
- Тыжненко Т. Е. Василий Стасов. — Л., 1990. — 192 с.

1991
- Николаева Т. И. Виктор Шретер. — Л., 1991. — 240 с.
- Суздалева Т. Э. Ной Троцкий. — Л., 1991.

## Список книг серии по названиям
1. Винченцо БРЕННА / В. К. Шуйский. — 1986.
2. Александр БРЮЛЛОВ / Г. А. Оль. — 1983.
3. Андрей ВОРОНИХИН / В. Г. Лисовский. — 1971.
4. Андреян ЗАХАРОВ / В. К. Шуйский. — 1989.
5. Михаил ЗЕМЦОВ / М. В. Иогансен. — 1975.
6. Чарлз КАМЕРОН / Г. К. Козьмян. — 1987.
7. Джакомо КВАРЕНГИ / М. Ф. Коршунова. — 1977.
8. Фёдор ЛИДВАЛЬ / В. Г. Исаченко, Г. А. Оль. — 1987.
9. Николай ЛЬВОВ / Н. И. Никулина. — 1971.
10. Максимилиан МЕСМАХЕР / Т. Е. Тыжненко. — 1984.
11. МОНФЕРРАН / А. Л. Ротач, О. А. Чеканова. — 1979.
12. Александр НИКОЛЬСКИЙ / Г. А. Оль. — 1980.
13. Ф.-Б. РАСТРЕЛЛИ / Г. К. Козьмян. — 1976.
14. Антонио РИНАЛЬДИ / Д. А. Кючарианц. — 1976.
15. Карл РОССИ / М. З. Тарановская. — 1978.
16. Луиджи РУСКА / Л. Б. Александрова. — 1990.
17. Иван СТАРОВ / Д. А. Кючарианц. — 1982.
18. Василий СТАСОВ / Т. Е. Тыжненко. — 1990.
19. Тома де ТОМОН / В. К. Шуйский. — 1981.
20. Константин ТОН / Т. А. Славина. — 1982.
21. Доменико ТРЕЗИНИ. Первый архитектор Петербурга. / И. И. Лисаевич. — 1971/1; 1986/2.
22. Н. А. ТРОЦКИЙ / Т. Э. Суздалева. — 1991.
23. Юрий ФЕЛЬТЕН / М. Ф. Коршунова. — 1988.
24. И. А. ФОМИН / В. Г. Лисовский. — 1979.
25. Савва ЧЕВАКИНСКИЙ / А. Н. Петров. — 1983.
26. Виктор ШРЕТЕР / Т. И. Николаева. — 1991.
27. Андрей ШТАКЕНШНЕЙДЕР / Т. А. Петрова. — 1978.
28. Владимир ЩУКО / Т. А. Славина. — 1978.

## Список авторов книжной серии
- Александрова, Людмила Борисовна (р. 1946)
- Иогансен, Марина Викторовна (1924—2006)
- Исаченко, Валерий Григорьевич (р. 1939)
- Козьмян, Галина Кузьминична (1928—2009)
- Коршунова, Милица Филипповна (1934—2019)
- Кючарианц, Джульетта Артуровна (1917—2009)
- Лисаевич, Ирина Игнатьевна (1928—2023)
- Лисовский, Владимир Григорьевич (р. 1933)
- Николаева, Тамара Ивановна (р. 1947)
- Глинка (Никулина), Наталия Ивановна (1923—2000)
- Оль, Галина Андреевна (1910—1993)
- Петров, Анатолий Николаевич (1906—1983)
- Петрова, Татьяна Александровна (1930—2016)
- Ротач, Александр Лукич (1893—1990)
- Славина, Татьяна Андреевна (р. 1934)
- Суздалева, Татьяна Эльвивна (р. 1949)
- Тарановская, Марианна Зеноновна (1917—1983)
- Тыжненко, Татьяна Евгеньевна (р. 1937)
- Чеканова, Ольга Александровна (1928—2010)
- Шуйский, Валерий Константинович (1939—2008)